# Avas
Avas je kopec v maďarské župě Borsod-Abaúj-Zemplén. Je nejvyšším vrcholem města Miskolc, má výšku 234 metrů nad mořem a 114 metrů nad okolním terénem. Na vrcholu se nachází 72 metrů vysoký televizní vysílač z roku 1956, který slouží také jako rozhledna, odkud jsou za dobrého počasí vidět Vysoké Tatry. V roce 1986 bylo založeno arboretum s více než 1600 druhy rostlin.
Vrch je vulkanického původu. Ottó Herman zde nalezl pozůstatky pravěkého osídlení, řazeného k szeletské kultuře.
Na severním úbočí se nachází protestantský kostel, který byl založen ve 13. století a je nejstarší budovou v Miskolci. V blízkosti kostela je hřbitov, zvonice, kalvárie a mariánský sloup. Za komunistického režimu bylo na jižních a východních svazích kopce postaveno pro zaměstnance oceláren panelové sídliště s více než deseti tisíci byty. V roce 1992 byl na sídlišti vysvěcen ekumenický Chrám slova a od roku 1994 zde sídlí jezuitské gymnázium. Avas je také známý stovkami vinných sklepů vytesaných v pískovci.
Místo inspirovalo mnoho umělců (Dezső Meilinger, Miklós Mazsaroff nebo fotografka Emma Váncza).